# Hahn (Hunsrück)
Hahn település Németországban, Rajna-vidék-Pfalz tartományban. Lakosainak száma 151 fő (2023. december 31.). Hahn Altlay, Würrich, Raversbeuren és Lautzenhausen községekkel határos.

## Népesség
A település népességének változása:
| Lakosok száma | 198  | 191  | 186  | 202  | 208  | 151  |
|               | 1975 | 2017 | 2019 | 2021 | 2022 | 2023 |